# London Chess Classic

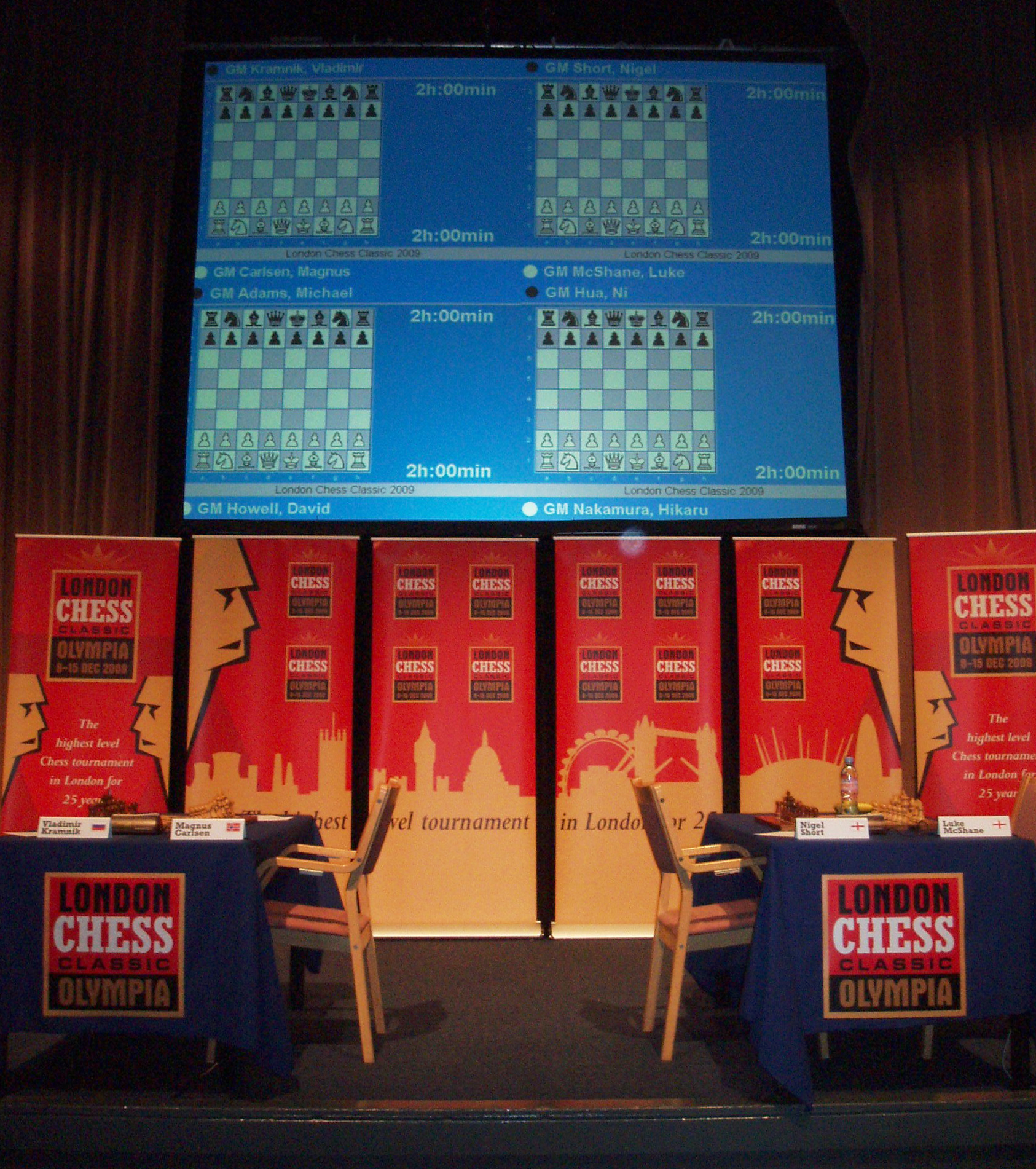
Sala de joc abans de començar el torneig del 2009

El London Chess Classic és un festival d'escacs que té lloc al Centre de Conferències Olympia, West Kensington, Londres. La cartellera de l'esdeveniment és un fort torneig d'escacs on es convida alguns dels millors Grans Mestres d'escacs del món. Uns quants esdeveniments secundaris cobreixen un ampli ventall d'activitats d'escacs, inclòs torneigs per aconseguir normes i títols, activitats infantils, competicions per aficionats, partides simultànies, coaching i xerrades.

## Quadre d'honor
| # | Any  | Categoria (Mitjana Elo) | Jugadors | Campió            | Subcampió                      | Tercer                                           |
| - | ---- | ----------------------- | -------- | ----------------- | ------------------------------ | ------------------------------------------------ |
| 1 | 2009 | XVIII (2.696)           | 8        | Magnus Carlsen    | Vladímir Kràmnik               | David Howell Michael Adams                       |
| 2 | 2010 | XX (2.729)              | 8        | Magnus Carlsen    | Viswanathan Anand Luke McShane |                                                  |
| 3 | 2011 | XX (2.748)              | 9        | Vladímir Kràmnik  | Hikaru Nakamura                | Magnus Carlsen                                   |
| 4 | 2012 | XXI (2.751)             | 9        | Magnus Carlsen    | Vladímir Kràmnik               | Hikaru Nakamura Michael Adams                    |
| 5 | 2013 | (Torneig de ràpides)    | 16       | Hikaru Nakamura   | Borís Guélfand (finalista)     | Vladímir Kràmnik Michael Adams (semi-finalistes) |
| 6 | 2014 | XXII (2.780)            | 6        | Viswanathan Anand | Vladímir Kràmnik               | Anish Giri                                       |
| 7 | 2015 | XXII (2.784)            | 10       | Magnus Carlsen    | Maxime Vachier-Lagrave         | Anish Giri                                       |
| 8 | 2016 | XXII (2.785)            | 10       | Wesley So         | Fabiano Caruana                | Hikaru Nakamura                                  |
| 9 | 2017 |                         |          |                   |                                |                                                  |